# Hard to Kill (składanka)
Hard to Kill – uwieńczający podziemną karierę i podpisanie kontraktu z Roc-A-Fella mixtape Uncle Murda nagrany wraz z dwoma DJ-ami odpowiedzialnymi za wypromowanie rapera – Cutmaster C oraz DJ Green Lantern.
Tytuł mixtape'u nawiązuje do zajścia z 22 stycznia 2008 roku kiedy to Uncle Murda został postrzelony w głowę, z tymże rana okazała się powierzchowna, dlatego raper wyśmiewa strzelców. Dużo piosenek na płycie poświęconych jest hip hopowym dissom – Uncle Murda odpowiada swoim rywalom w takich nagraniach jak „I Ain't Dead”, „Record Deal” czy „Beef".

## Lista utworów
1. „Intro” – 2:25
2. „Hard to Kill”  – 3:19
3. „Worst Nightmare” – 3:19
4. „For Music” – 1:44
5. „Bad Ass Bitch"– 3:18
6. „Sucker For Love” – 2:13
7. „Die for this Shit” feat. Billionz, Big Bo & Knick Gunz – 5:13
8. „Take A Journey with Me” feat. Memphis Bleek – 2:14
9. „They Don't Want It” feat. Billionz – 3:17
10. „187” – 3:03
11. „G Up” (Billionz Solo) – 2:46
12. „Beef" – 4:25
13. „Record Deal” – 3:17
14. „You Ready” feat. GMG First Lady – 2:54
15. „For That Money” – 2:49
16. „He Scared” feat. BP  – 4:31
17. „Children Story” – 2:33
18. „Keep it 100” feat. Big Bo – 1:37
19. „Murder on Me” feat. Billionz – 4:15
20. „On My Dick” – 3:17
21. „I Ain't Dead” (Bonus) – 4:31
22. „We Grindin'” (Bonus) – 2:48